# Sieverodonetsk
Sievierodonetsk (/ˌsɛvərədɒnˈjɛtsk/ SEH-vər-ə-don-YETSK; tiếng Ukraina: Сіверськодонецьк, IPA: [ˌsiwɛrsʲkodoˈnɛtsʲk]), hay còn được gọi là Severodonetsk (tiếng Nga: Северодонецк), là một thành phố ở tỉnh Luhansk , miền đông Ukraina . Nó nằm ở phía đông bắc của bờ trái của sông Donets và cách trung tâm hành chính của tỉnh, Luhansk khoảng 110 km (68 mi) về phía tây bắc . Sievierodonetsk đối mặt với Lysychansk lân cận bên kia sông. Thành phố, có tên bắt nguồn từ con sông nói trên, có dân số 99.067 (ước tính năm 2022), khiến nó trở thành thành phố đông dân thứ hai trong vùng. Kể từ tháng 6 năm 2022, nó đã bị Nga chiếm đóng và quản lý về mặt quân sự .
Trước chiến tranh, Sievierodonetsk có một số nhà máy cũng như nhà máy hóa chất Azot. Ngoài ra còn có một sân bay cách 6 km (3,7 dặm) về phía nam của thành phố.
Sievierodonetsk từng là trung tâm hành chính của tỉnh Luhansk từ năm 2014 đến năm 2022, do thành phố Luhansk nằm dưới sự kiểm soát của phe ly khai thân Nga khi bắt đầu chiến tranh ở Donbas . Trong cuộc xâm lược của Nga vào Ukraina , Sievierodonetsk đã bị quân Nga tấn công dữ dội và là nơi đi đầu trong mặt trận chiến sự ở Donbas , dẫn đến thành phố bị phá hủy trên diện rộng, bao gồm cả các khu dân cư. Đến ngày 25 tháng 6 năm 2022, thành phố đã bị quân Nga và lực lượng ly khai chiếm hoàn toàn, với các nhà chức trách Ukraine tuyên bố rằng dân số là khoảng 10.000 người, tương đương 10% dân số trước chiến tranh.

## Tên gọi
Theo một trong các phiên bản, thành phố có tên từ Donets. Có tên tiếng Nga trên đó, (Сѣверный Донецъ, m: Северский Донець) tên thành phố trong tiếng Nga là Severodonetsk . Trong một tài khoản khác, tên này xuất phát từ vị trí của thành phố, nằm ở phía bắc của ngân hàng Donets.
Tên tiếng Ukraina của thành phố có một lịch sử khá phức tạp. Sắc lệnh của Đoàn chủ tịch Xô viết tối cao của Cộng hòa xã hội chủ nghĩa Xô viết Ukraina ngày 27 tháng 1 năm 1950, "Về việc đổi tên khu định cư kiểu đô thị Lyskhimstroi của Lysychansk Raion thuộc Tỉnh Voroshilovgrad" đã được ban hành bằng tiếng Nga, và tên của thành phố được chỉ định là Severodonetsk , sau này được dịch sang tiếng Ukraina là Sievierodonetsk . Tuy nhiên, cách viết này là sai trong tiếng Ukraina và cách viết tên thành phố trong nhiều nguồn (từ điển, bản đồ và tài liệu chính thức) đã được sửa, nhưng nó vẫn chưa được sửa ở cấp chính thức. Đồng thời, tên Sieverodonetsk đã được sử dụng trong thông báo về việc phân bổ khu định cư cho loại thành phố có ý nghĩa cấp quận.
Theo cách đánh vần năm 1993 (tại Mục 108), tên của thành phố là Siverskodonetsk , tương ứng với từ nguyên (từ Siverskyi Donets). Tên này đã được đưa vào bách khoa toàn thư và sách tham khảo thời Xô Viết. Một số nhà ngôn ngữ học Ukraine cũng đứng trên các nguyên tắc tương tự. Một số ấn phẩm tiếng Ukraina hiện đại cũng sử dụng tên Siverodonetsk , dựa trên logic tương tự như từ "nói tiếng Ukraina". Đồng thời, tên chính thức là Sieverodonetsk, sẽ công bằng nếu nó được áp dụng cho một thành phố ở Nga, thay vào đó, quy tắc liên quan đến việc chuyển ngữ từ tiếng Nga sang tiếng Ukraina, đã được áp dụng bất hợp pháp cho một thành phố ở chính Ukraine. Trong Bách khoa toàn thư Ukraina , tên chính của thành phố là Siverskodonetske , trong khi các cách viết khác là Sieverodonetske và Pivnichnodonetske.
Trong tài liệu quy phạm pháp luật " Phân loại các đối tượng của hệ thống hành chính-lãnh thổ của Ukraina", thành phố được phân loại là Si v e rodonetsk và tên nói trên đã được sử dụng trong các tài liệu chính thức khác trong những năm gần đây . Cho đến giữa năm 1990, cách viết Sieverodonetsk phổ biến trên các dấu hiệu của các tổ chức trong chính thành phố, nhưng Severodonetsk và Sievierodonetsk cũng được sử dụng.

## Lịch sử

### Nền tảng và thời kỳ Xô Viết
Nền tảng của Sievierodonetsk hiện đại được kết nối chặt chẽ với việc bắt đầu xây dựng Nhà máy phân bón nitơ Lysychansk trong giới hạn của Lysychansk, Tỉnh Donetsk, Ukraina SSR , Liên Xô vào năm 1934. Bản thân Donets đã được kết hợp với Lysychansk. Khu định cư đầu tiên của công nhân trên công trường được gọi là Lyskhimstroi ( tiếng Ukraina : Лисхімстрої , tiếng Nga : Лисхимстрой), gần Donets. Vào tháng 9 năm 1935, ngôi trường đầu tiên được mở tại khu định cư, một nhà máy gạch silicat bắt đầu sản xuất và ba ngôi nhà hai tầng dân cư đầu tiên được xây dựng. Năm 1940, có 47 ngôi nhà, một trường học, một câu lạc bộ, một trường mẫu giáo, một nhà trẻ và 10 tòa nhà của một nhà máy hóa chất ở Lyskhimstroi.
Trong Chiến tranh thế giới thứ hai , Lyskhimstroi và các khu vực lân cận (nằm trong mặt trận Đông Âu) bị Phát xít Đức chiếm đóng vào ngày 11 tháng 7 năm 1942. Ngày 1 tháng 2 năm 1943, nó bị Sư đoàn bộ binh cận vệ 41 và Lữ đoàn xe tăng 110 của Hồng quân chiếm lại . Công việc khôi phục và mở rộng Nhà máy Phân đạm Lysychansk bắt đầu vào ngày 10 tháng 12 năm 1943 và đến năm 1946, kho nhà ở trước chiến tranh đã được khôi phục hoàn toàn, lên tới 17.000 mét vuông. Một sân bay phía nam Lyskhimstroi bắt đầu hoạt động vào tháng 5 năm 1948; nó đã trải qua những cuộc cải tạo lớn vào đầu những năm 1960.
Bốn tên mới được đề xuất cho khu định cư vào năm 1950: Svetlograd, Komsomolsk-on-Donets, Mendeleevsk và Severodonetsk. Cuối cùng nó đã được đổi tên thành cái sau, theo tên của Seversky Donets. Severodonetsk sẽ nhận được tình trạng của một khu định cư đô thị cùng năm. Vào ngày 1 tháng 1 năm 1951, Nhà máy Phân đạm Lysychansk sẽ sản xuất sản lượng amoni nitrat đầu tiên.
Một tờ báo địa phương có tên Đường lối cộng sản ( tiếng Ukraina : Комуністичний шлях , tiếng Nga : Коммунистический путь ), sau đổi tên thành Severodonetsk News ( tiếng Ukraina : Сєвєродонецькі вісті , tiếng Nga : Северодонецкие вести ), được xuất bản tại thành phố từ ngày 2 tháng 4 năm 1965 đến đầu năm 2019.

### Thời kỳ Ukraina độc lập

#### Chiến tranh Donbas

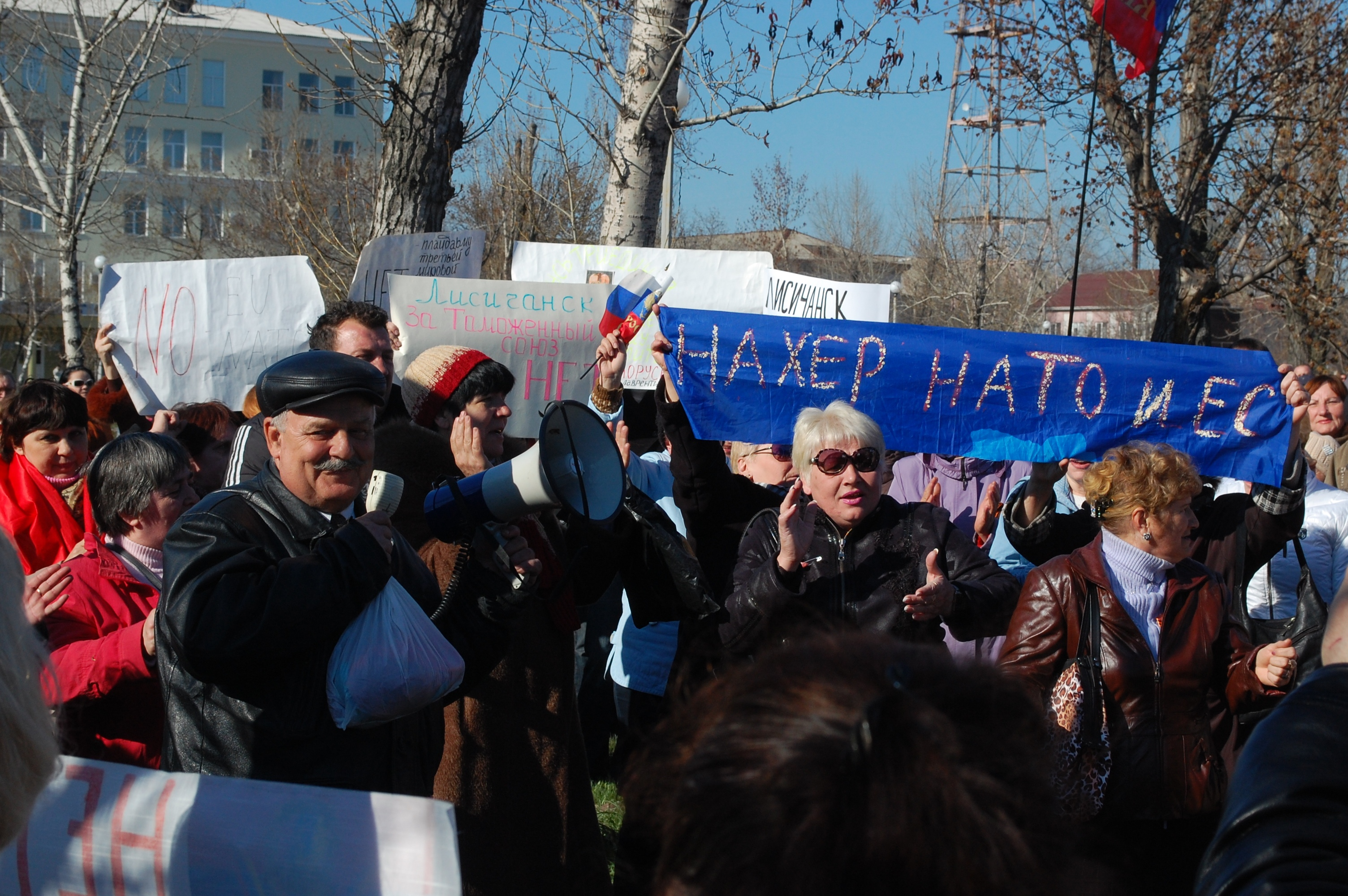
Một cuộc biểu tình ủng hộ Nga để đáp lại Cách mạng màu Ukraina gần tòa nhà hội đồng thành phố Sievierodonetsk, Ngày 6 Tháng 4 năm 2014

Trong cuộc chiến ở Donbas , thành phố đã bị chiếm vào cuối tháng 5 năm 2014 bởi các lực lượng thân Nga kết hợp, với tổng số lên tới 1.000 người. Cuộc bầu cử tổng thống Ukraine năm 2014 không được tổ chức tại thành phố do chính quyền ly khai không cho phép mở các địa điểm bỏ phiếu và phần lớn tài sản của Ủy ban Bầu cử Trung ương Ukraina đã bị đánh cắp hoặc phá hủy. Vào ngày 22 tháng 7 năm 2014, các lực lượng Ukraina đã giành lại quyền kiểm soát thành phố. Giao tranh dữ dội tiếp tục diễn ra xung quanh thành phố trong một số ngày; vào ngày 23 tháng 7 năm 2014, Vệ binh Quốc gia Ukraina và Quân đội Ukraina đã đưa ra một tuyên bố cho biết họ đang "tiếp tục làm sạch Sievierodonetsk".
Một cây cầu bắc qua sông Siverskyi Donets đã bị hư hại nghiêm trọng trong chiến tranh vào năm 2014; nó được mở cửa trở lại vào tháng 12 năm 2016. Liên minh Châu Âu đã đóng góp 93,8% kinh phí cho việc trùng tu cây cầu.
Vào năm 2016, Verkhovna Rada đã đề xuất chính thức đổi tên thành phố Siverskodonetsk , thay đổi từ ngoại lệ tiếng Nga thành phiên bản tiếng Ukraina với ý nghĩa tương tự.

#### Nga xâm lược Ukraina

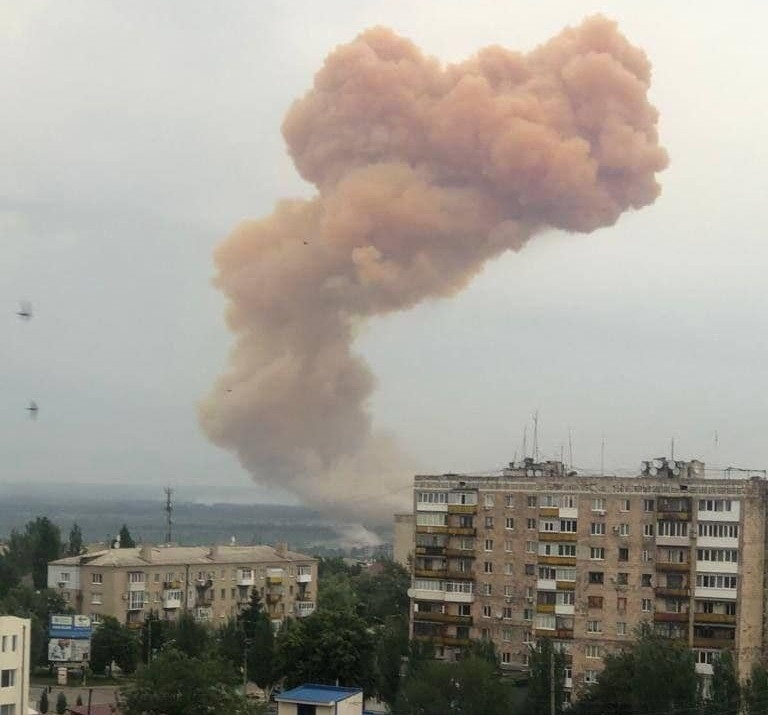
Khói từ nhà máy Azot từ các cuộc pháo kích của Nga vào Trung tâm thành phố Sievierodonetsk, Ngày 30 Tháng 5 Năm 2022

Trong mặt trận Donbas của cuộc xâm lược Ukraina của Nga , Sievierodonetsk đã trở thành trung tâm của các cuộc giao tranh dữ dội và sự chú ý của giới truyền thông. Vào tháng 5, các lực lượng Nga đã đặt Sievierodonetsk làm trọng tâm chính trong nỗ lực chiếm tỉnh Luhansk. Vào ngày 31 tháng 5, thị trưởng thành phố tuyên bố rằng các lực lượng Nga đã giành quyền kiểm soát một nửa thành phố.  Đến ngày 14 tháng 6, lực lượng Nga đã kiểm soát 80% thành phố và cắt đứt mọi lối thoát. Ngày 24 tháng 6, chính phủ Ukraina ra lệnh cho các lực lượng của họ rút khỏi Sievierodonetsk.
Vào ngày 26 tháng 6, Người phát ngôn Bộ trưởng Quốc phòng Nga, Trung tướng Igor Konashenkov tuyên bố Dân quân Cộng Hòa Nhân dân Luhansk và Lực lượng Vũ trang Nga đã "giải phóng hoàn toàn các thành phố Severodonetsk và Borovskoye cũng như các địa phương đông dân cư Voronovo và Sirotino ở Cộng hòa Nhân dân Luhansk".

## Nhân khẩu học
Dân tộc của cư dân thành phố theo điều tra dân số Ukraina năm 2001 :
- Người Ukraina: 59%
- Người Nga: 38,7%
- Người Belarus: 0,6%
- Khác: 1,7%

## Kinh tế
Các ngành hóa chất trước đây hoạt động ở Sievierdonetsk bao gồm:
• " Azot " – một trong những nhà máy hóa chất lớn nhất ở châu Âu.
• Khimpostavschik, một doanh nghiệp tư nhân.
• Himexele.

## Thể thao
Giải vô địch Ukraine đầu tiên ở môn Khúc côn cầu được tổ chức tại Sievierodonetsk vào tháng 2 năm 2012. Azot Severodonetsk , một câu lạc bộ bandy có trụ sở tại thành phố, đã giành chiến thắng trong giải đấu.

## Thành phố kết nghĩa
Sievierodonetsk kết nghĩa với các đô thị sau: 
- Jelenia Góra, Ba Lan
- Rivne, Ukraina

## Những người nổi tiếng
Những cư dân sinh ra Sieverodonetsk bao gồm:
• Irina Antanasijević (sinh 1965), nhà triết học , nhà phê bình văn học và dịch giả người Nga-Serbia
• Nikolay Davydenko (sinh 1981), vận động viên quần vợt chuyên nghiệp đã nghỉ hưu
• Pavel Gubarev (sinh năm 1983), cựu chỉ huy Dân quân Nhân dân Donetsk và đồng sáng lập Câu lạc bộ Những người Yêu nước Nổi giận
• Serhiy Haidai (sinh năm 1975), doanh nhân và cựu lãnh đạo Cục quản lý dân sự-quân sự khu vực Luhansk
• Yuriy Hritsyna (sinh năm 1971), huấn luyện viên bóng đá chuyên nghiệp và cựu cầu thủ
• Yosip Kurlat (1927–2000), nhà văn và dịch giả thiếu nhi
• Snejana Onopka (sinh 1986), người mẫu thời trang Ukraina
• Valentin Pukhalsky (1887–1981), nhà điêu khắc Liên Xô
• Borys Romanov (sinh 1949), họa sĩ thiết kế đồ họa
• Kurt Schmid (sinh 1942), nhạc trưởng và nhà soạn nhạc người Áo
• Dmytro Semenenko (sinh 1988), vận động viên cử tạ người Ukraina
• Svitlana Talan (sinh 1960), tiểu thuyết gia